# Нови заједнички подухват за благостање, образовање и ослобођење
Нови заједнички подухват за благостање, образовање и ослобођење (енгл. New Joint Endeavour for Welfare, Education and Liberation, скраћено "New JEWEL", што дословно значи: „Нови драгуљ"), такође познат као Покрет Њу Џул (енгл. New JEWEL Movement, NJM) је била марксистичко-лењинистичка политичка партија, која је деловала на Гренади 1970-их и почетком 1980-их година.
Основана је 11. марта 1973. уједињењем две радикално леве странке — Заједнички подухват за благостање, образовање и ослобођење (JEWEL) и Покрета за народне скупштине (Movement for Assemblies oft he People, MAP) кога је водио млади адвокат Морис Бишоп. Под Бишоповим вођством Покрет се брзо наметнуо као водећа странка опозиције према режиму премијера Ерика Гејрија, који је 1976. оптужен за изборну превару. На Гренади је тада почело да тиња народно незадовољство, што је Покрет нагнало да почне с припремама за оружану револуцију. Основана је Национална ослободилачка армија (NLA) као војно крило странке, а 12 њених вођа је послано у Гвајану на војну обуку. Дана 13. марта 1979. године, у тренутку када је Гејри био на службеном путу у Њујорку, снаге НЛА су преузеле надзор над радио-станицом, касарнама и полицијским станицама, а самим тиме и власт над острвом.
Вођа НЈМ, Морис Бишоп, је потом суспендовао дотадашњи гренадски устав те прогласио Народну револуционарну владу са собом на челу. Све политичке странке осим НЈМ су забрањене, те је НЈМ де факто завела једнопартијски систем, који се ослањао на комунистичку Кубу, те друге државе тадашњег Источног блока. Бишоп је њихову помоћ користио за низ инфраструктурних пројеката којима је настојао да побољша животни стандард обичних Гренађана, а због чега је стекао велику популарност.
Бишоп је истовремено настојао и да одржи својеврсну дистанцу према Источном блоку, како би привукао западне инвестиције, односно економију темељио на туризму. Због тога је дошао у сукоб с тврдолинијашком фракцијом у НЈМ на чијем је челу био Бернард Корд, као и војском. Почетком октобра 1983. Корд је Бишопа оставио у кућни притвор, али је 19. октобра дошло до масовних протеста приликом којих је Бишоп привремено ослобођен. Војне снаге лојалне Корду су, међутим, угушиле ту побуну, приликом чега је Бишоп заједно са својим присталицама стрељан. Истог дана је генерал Хадсон Остин извршио још један пуч, сменио Корда и прогласио војну хунту. Она је потрајала шест дана, јер је амерички председник Роналд Реган насиље на Гренади искористио као изговор за војну интервенцију. Њоме је марксистички режим срушен, а већина преживелих вођа НЈМ ухапшена, чиме је та странка престала да постоји.
Присталице Мориса Бишопа су године 1984. организовале Патриотски покрет Морис Бишоп (МБПМ) који се 2002. утопио у Народни лабуристички покрет (ПЛМ).